# ねこ田米蔵
ねこ田 米蔵（ねこた よねぞう）は、日本のイラストレーター、ボーイズラブ漫画家。

## 概要
主にボーイズラブ系同人誌作品で活躍。

## 全作品リスト

### 漫画
- オトナ経験値
- つよがり
- 酷くしないで 既刊11巻
- 神様の腕の中 1〜4
- トリコン!!!
- 妄想エレキテル
- 眼鏡cafeGLASS

### 小説挿絵・イラスト
- 豪華列車は貴族の悦楽 （原作・文：水上ルイ）
- 甘い誘拐犯 （原作・文：真崎ひかる）
- ヒマワリのコトバ-チュウイ- （原作・文：崎谷はるひ）
- オレンジのココロ-トマレ- （原作・文：崎谷はるひ）
- アオゾラのキモチ-ススメ- （原作・文：崎谷はるひ）
- チョコレート密度 （原作・文：崎谷はるひ）
- カラメル屈折率 （原作・文：崎谷はるひ）
- ハチミツ浸透圧 （原作・文：崎谷はるひ）
- きみと恋の途中 （原作・文：葉澄梢子）

### 画集
- 『ねこ田米蔵アートワークブック Gaze』（リブレ、2018年12月19日発売）ISBN 978-4-7997-4090-3